# Elecciones estatales de Perlis de 1986
Las elecciones estatales de Perlis de 1986 tuvieron lugar el 3 de agosto del mencionado año con el objetivo de renovar los 14 escaños de la Asamblea Legislativa Estatal, que a su vez investiría a un Menteri Besar (Gobernador o Ministro Principal) para el período 1986-1991, a no ser que se realizaran elecciones anticipadas en ese período. Al igual que todas las elecciones estatales perlisianas, tuvieron lugar al mismo tiempo que las elecciones federales para el Dewan Rakyat de Malasia a nivel nacional.
Se incrementó el número de escaños de 12 a 14. El oficialista Barisan Nasional renovó su mandato con el 65,16% del voto popular y la totalidad de los 14 escaños de la Asamblea Estatal. El Partido Islámico Panmalayo (PAS), obtuvo el 33,33%, pero perdió su único escaño, y dos candidatos independientes lograron el 1.51% restante. La participación fue del 73,79% del electorado registrado.

## Resultados
|  | 54.17 % |

|  | 85.71 % |

|  | 10.99 % |

|  | 14.29 % |

|  | 65.16 % |

|  | 100.00 % |

|  | 33.33 % |

|  | 0.00 % |

|  | 1.51 % |

|  | 0.00 % |

|  | 96.15 % |

|  | 3.85 % |

|  | 100.00 % |

|  | 73.79 % |